# Flygbussarna
Flygbussarna – szwedzkie przedsiębiorstwo transportowe z siedzibą w Göteborgu (wcześniej w Nyköping), część grupy Vy.
Przedsiębiorstwo powstało w 1989 i obsługuje przewozy autobusowe pomiędzy niektórymi szwedzkimi lotniskami i centrami miast. W 2020 stało się częścią grupy Vy, jako Vy Buss AB. Kontraktuje usługi przewozowe od władz lokalnych i przewozy ekspresowe na terenie całego kraju. Oferuje klientom aplikację mobilną Vy Airport Bus. Zatrudnia około trzystu osób, z czego 78% to kierowcy. Rocznie przewozi około 4,7 miliona pasażerów.
W 2025 przedsiębiorstwo obsługiwało następujące lotniska:
- Arlanda i Skavsta w Sztokholmie,
- Landvetter w Göteborgu,
- Sturup w Malmö,
- Västerås,
- Visby[1].